# Головні народні училища
Головні народні училища — початкові школи підвищеного типу для дітей з усіх вільних станів, що існували в російській імперії з 1786 до 1804 років.

## Історія
Перше таке училище було відкрито в Петербурзі в 1782 році. Директором був один з авторів проекту системи народних училищ педагог Ф. І. Янкович де Мірієво. 5 серпня 1786 року був оприлюднений «Статут народних училищ у Російській імперії». Відповідно до цього статуту, за Указом від 22 вересня 1786 року головні народні училища було засновано в 26 губерніях (переважно в західних та південно-західних), а указом від 3 листопада 1788 року — і в інших 25 губерніях. У 1788–1789 роках з'явились і в Україні, зокрема в Києві (1789), Чернігові, Новгороді-Сіверському, Харкові, Катеринославі.
До Головних народних училищ могли вступити діти всіх станів, окрім дітей-кріпаків. Училища мали п'ятирічний курс навчання, 4 класи (четвертий клас був дворічним). Перші два класи відповідали курсові малого народного училища. У I класі викладалося читання, письмо, а також основи християнського вчення (короткий катехізис та священна історія); у II класі — розширений катехізис, арифметика, граматика російської мови, чистописання та малювання; у III класі — повторення катехізису; арифметика, загальна історія, географія, російська граматика з вправами та чистописання; в IV класі, що мав два відділення (кожне — по року навчання), — загальна та російська історія, загальна й російська географія, російська граматика, геометрія, механіка, фізика, природна історія, цивільна архітектура й малювання. Для охочих, починаючи з I класу, також проводилося викладання латини і однієї «живої» мови (німецька, французька). За статутом, на 2-му ступені учні одержували педагогічну підготовку для викладання в малих народних училищах. Для цього було запроваджено курс методики навчання («Спосіб вчення»).
Учителів у кожному училищі було до шести. Учитель арифметики був водночас учителем російської граматики, латинської мови, фізики й архітектури, тоді як вчитель історії поєднував викладання географії та природничих наук. Головні народні училища очолювали директор або доглядач. Губернатори або генерал-губернатори були головними опікунами училищ. Училища утримувалися коштом приказів громадського піклування.
Після шкільної реформи 1804 року були перетворені в гімназії. У Головних народних училищах, особливо в Петербурзькому та Московському, застосовувалися прогресивні методи навчання та обліку знань учнів, вперше було запроваджено класно-урочну систему навчання.